# Paycom Center

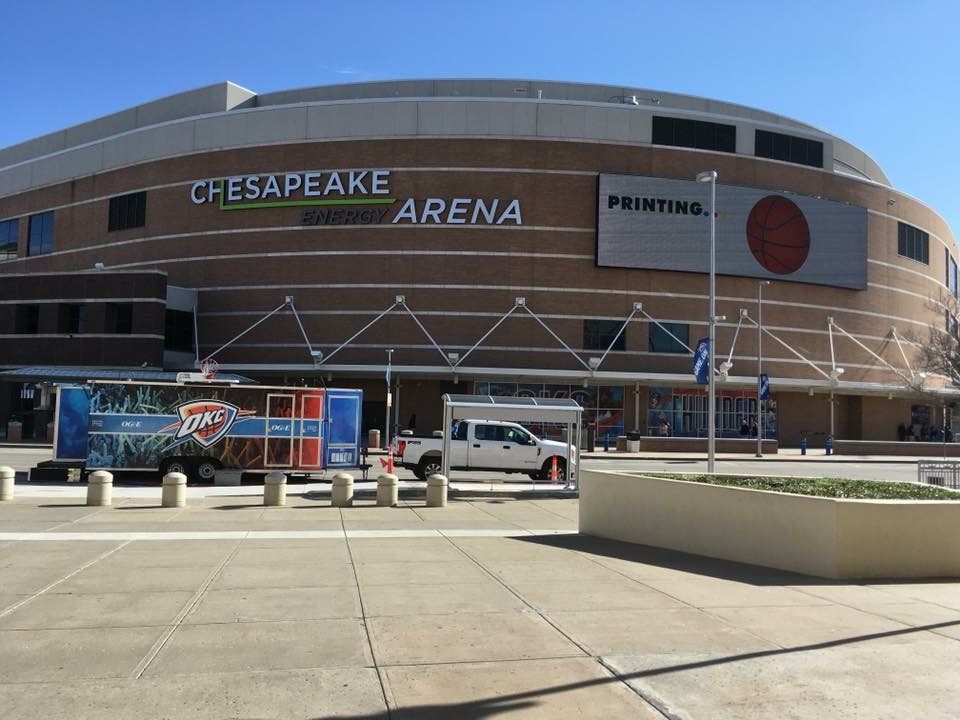
Chesapeake Energy Arena, 2017.

Paycom Center (ursprungligen känd som Ford Center från 2002 till 2010, Oklahoma CityArena från 2010 till 2011 och Chesapeake Energy Arena från 2011 till 2021) är en multiarena som ligger i centrala Oklahoma City. Den öppnade 2002 och har sedan 2008 fungerat som hemmaarena för National Basketball Association (NBA) Oklahoma City Thunder. Tidigare var arenan hemarena för Oklahoma City Blazers i Central Hockey League(CHL) från 2002 tills laget lades ned i juli 2009, och Oklahoma City Yard Dawgz från AF2 från 2004 till 2009 när teamet flyttade till Prairie Surf Studios. Förutom dess användning som en sportplats, är Paycom Center värd för konserter, familje- och sociala evenemang, kongresser, isshower och medborgarevenemang. Arenan ägs av staden och drivs av fastighetsförvaltningsbolaget SMG och har 18 203 platser i basketkonfigurationen, 15 152 för hockey och har plats för upp till 16 591 för konserter.
Från 2005 till 2007 fungerade arenan också som tillfällig hemarena för New Orleans Hornets i NBA när Hornets tvingades spela matcher någon annanstans efter omfattande skador på New Orleans Arena och staden New Orleans från orkanen Katrina. Under de två säsongerna i Oklahoma City var laget känt som New Orleans/Oklahoma City Hornets. Responsen från fansen medan Hornets spelade i Oklahoma City var en impuls till att staden diskuterades före 2008 som platsen för ett framtida NBA-lag, antingen genom omlokalisering eller expansion. 

## Historik
Ford Center ägdes av Oklahoma City och öppnades den 8 juni 2002, tre år efter att bygget började. Det ursprungliga Ford Center-namnet kom från ett namnrättsavtal med Oklahoma Ford Dealers-gruppen som representerade marknadsföringsinsatserna för delstatens Fordåterförsäljare.
Anläggningen ingick i stadens 1993 års Capital Improvement Program, som finansierade nya och uppgraderade sport-, underhållnings-, kultur- och kongressanläggningar främst i stadens centrala del med en tillfällig moms på 1 cent.
Oklahoma City Arena, som ursprungligen marknadsfördes som en "state-of-the-art"-anläggning, byggdes efter lägsta NBA- och NHL-specifikationer, utan lyxiga bekvämligheter på grund av lokal oro för utgifter för en arena utan en hyresgäst i en stor liga. 
En plan för utbyggnadsförbättringar började 2007 i kölvattnet av förvärvet av Seattle SuperSonics av en Oklahoma-City-baserad ägargrupp i oktober 2006. Med tanke på det förestående omlokaliseringsbeslutet av Sonics ägargrupp i slutet av 2007, lade city council i Oklahoma City ett försäljningsskatteinitiativ till stadsvalet den 4 mars 2008. Detta initiativ antogs av 62 procent av väljarna och förlängde en tidigare moms på en cent under en period av 15 månader för att finansiera 121 miljoner USD i budgeterade förbättringar av arenan, samt finansiera en separat träningsanläggning för ett omlokaliserat lag. 
Efter valinitiativet träffade stadens tjänstemän och Sonics ägande ett preliminärt avtal om att flytta Sonics-serien till Oklahoma City och Ford Center. Affären inkluderade en avsättning på 1,6 miljoner USD i årlig hyra till staden för användning av Ford Center (inklusive marknadsföringsrättigheter för lyxiga sittplatser för alla NBA-evenemang och de flesta icke-NBA-evenemang), och en årlig tilläggsbetalning på 409 000 USD i utbyte mot en överföring av arenanamnsrättigheter och tillhörande intäkter till Sonics-lagen. Lagets förflyttning godkändes av NBA:s ägande den 18 april 2008.
Den 26 augusti 2010 meddelade laget, som då döptes om till Oklahoma City Thunder, att de hade börjat förhandla om namnrättigheter till sin hemmaarena med nya potentiella partners. Anläggningen kallades Ford Center och skyltningen i hela byggnaden förblev intakt under förhandlingsperioden. The Thunder hade tidigare diskussioner med Oklahoma Ford-återförsäljare, men någon ny överenskommelse kunde dock inte träffas. Som ett resultat av den misslyckade förhandlingen med Oklahoma Ford-återförsäljarna, beslutade Thunder att säga upp det befintliga namnrättsavtalet, vilket var tillåtet enligt det ursprungliga avtalet. Den 21 oktober 2010, på grund av de pågående förhandlingarna om namnrättigheterna för arenan, och på grund av dess misslyckade förhandling med Oklahoma Ford Dealers, tillkännagavs det att arenan skulle kallas Oklahoma City Arena. Det nya namnet användes tillfälligt tills namnrättigheterna fastställdes.
Den 22 juli 2011 tillkännagavs ett 12-årigt namnrättspartnerskap mellan Oklahoma City Thunder och Chesapeake Energy Corporation. Avtalet har en initial årlig kostnad på 3 miljoner USD med en årlig upptrappning på 3 procent. Som en del av avtalet kommer arenan att döpas om till Chesapeake Energy Arena.  Dessutom tilläts Chesapeake Energy att placera sitt varumärke i hela byggnaden, på framstående premiumplatser på resultattavlan för hög upplösning och på nya toppmoderna inre och yttre digitala skyltar. De flesta av de nya skyltarna var på plats innan Thunders säsong 2011–12 började. Företaget ansökte om konkurs den 28 juni 2020, med en skuld på 9 miljarder USD, med effekter på arenans namnrättigheter som ännu inte var känd då. Den 20 april 2021 avslutade företaget dock affären som en del av företagets omstrukturering. Arenan behöll sitt namn under Thunders jakt på en ny sponsor.

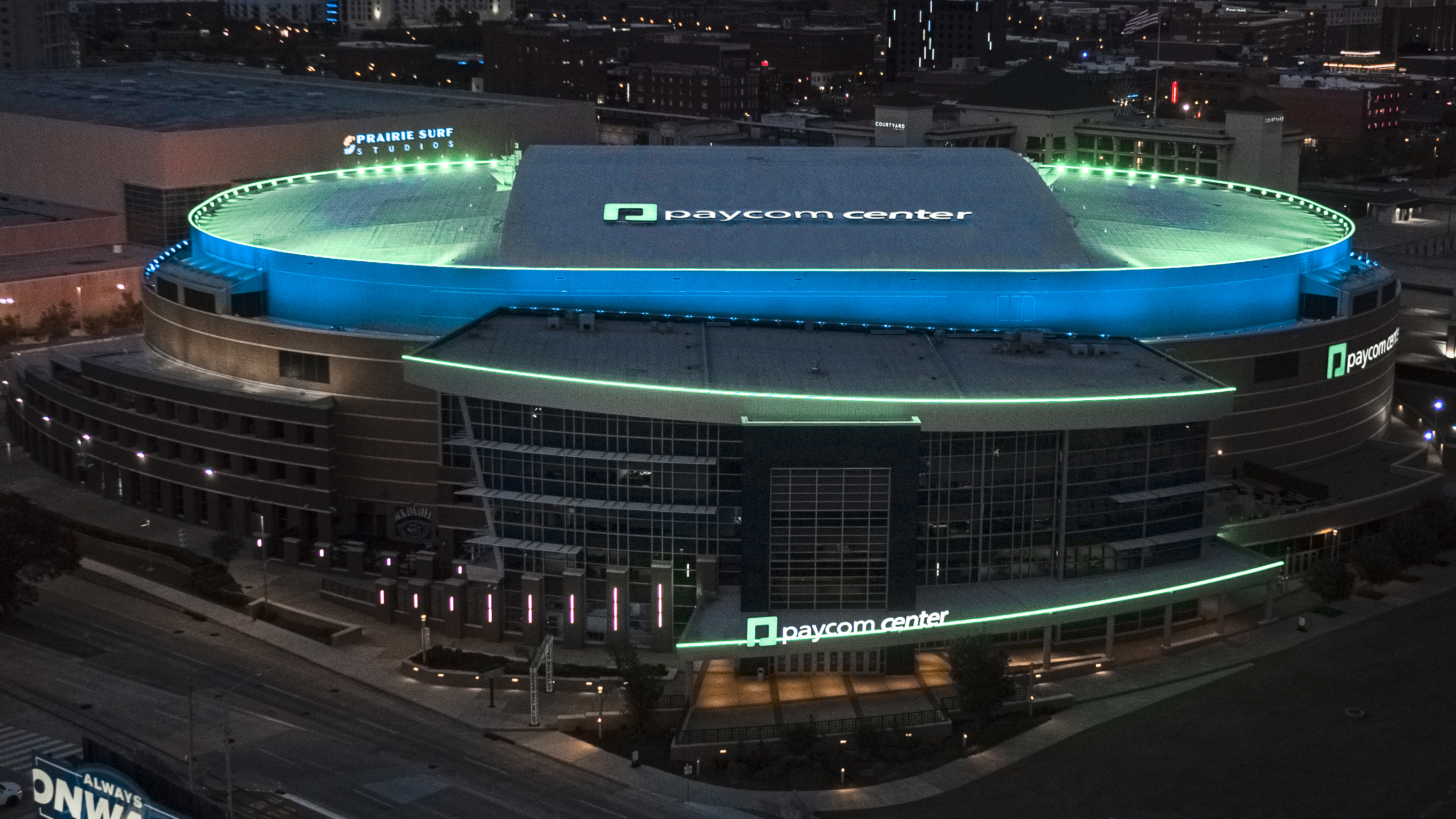
Paycom Center 2021

Den 27 juli 2021 tillkännagavs att Paycom förvärvat namnrättigheterna för arenan för en 15-årsperiod och döpt om den till Paycom Center.

## Arenans utveckling
Anläggningen på 54 000 m2 har plats för upp till 19 711 åskådare på tre sittnivåer med en fjärde tillagd under konserter och har 3 380 klubbplatser, sju festsviter och 49 privata sviter. Det ligger omedelbart tvärs över gatan från Cox Convention Center, en marknadsplats som ofta används för officiella arrangemang eftersom Cox Center också har en arena med 15 000 platser.  

### Förbättringar
I mars 2008 antog invånarna i Oklahoma City ett initiativ på 121,6 miljoner dollar för att renovera och utöka Chesapeake Energy Arena och bygga en träningsanläggning för det flyttade Seattle SuperSonics-teamet som nu är känt som Oklahoma City Thunder. Finansieringen består av en tillfällig 15-månaders omsättningsskatt på 1 cent som betalades av invånare och shoppare i Oklahoma City från och med 1 januari 2009.
Några av uppgraderingarna av Chesapeake Energy Arena är exklusiva restauranger, klubbar, ytterligare sviter (inklusive så kallade "bunkersviter"), kontorsutrymmen, Kid's Zone, golvförbättringar, ett integrerat video- och poängsystem från Daktronics, åskådarlounger och uppgraderade omklädningsrum för allmänt bruk. NBA-specifika bekvämligheter är omklädningsrum och faciliteter för NBA ONLY, en träningsbana, mediautsändningsanläggningar, belysning och ljud, ett NBA-pressrum, en NBA- och lagbutik på plats samt biljett-/personalrum. Det förväntades att Oklahoma City Thunder-teamet skulle hyra det nya kontorsutrymmet.
Renoveringsarbetet på arenan försenades på grund av underskott av momskvitton under den ekonomiska krisen 2008–10. De slutliga skatteintäkterna uppgick till 103,5 miljoner USD snarare än de beräknade 121 miljoner USD. Underskottet åtgärdades genom att revidera planerna för vissa delar i arenanexpansionsprojektet, som begränsning av storleken på en ny glasentré och eliminering av en övningsbana som planerades ovanför ingången till arenan. Större byggnadsarbeten på arenanexpansionen försenades också från sommaren 2010 till sommaren 2011. Liknande ändringar gjordes av planerna för Thunders separata träningsanläggning, för en total kostnadsbesparing på cirka 14 miljoner USD. Thunders övningsanläggning färdigställdes på liknande sätt tillbaka till ungefär mars 2011.